# Israelische Badmintonmeisterschaft 2025
Die Israelische Badmintonmeisterschaft 2025 fand vom 8. bis zum 10. Mai 2025 in Herzlia statt.

## Medaillengewinner
| Disziplin    | Gold                            | Silber                           | Bronze                             |
| ------------ | ------------------------------- | -------------------------------- | ---------------------------------- |
| Herreneinzel | Misha Zilberman                 | Maxim Grinblat                   | Idan Schneidman                    |
| Herreneinzel | Misha Zilberman                 | Maxim Grinblat                   | Maayan Mugilner                    |
| Dameneinzel  | Heli Neiman                     | Dana Danilenko                   | Margaret Lurie                     |
| Dameneinzel  | Heli Neiman                     | Dana Danilenko                   | Alina Bergelson                    |
| Herrendoppel | Danilo Dubinsky Misha Zilberman | Mark Aronchik Gal Hiram          | Alexander Bass Ariel Shainskiy     |
| Herrendoppel | Danilo Dubinsky Misha Zilberman | Mark Aronchik Gal Hiram          | Maayan Mugilner Sharon Perelshtein |
| Damendoppel  | Alina Bergelson Heli Neiman     | Yuval Pugach Shery Rotshtein     | Zohar Amoyal Margaret Lurie        |
| Damendoppel  | Alina Bergelson Heli Neiman     | Yuval Pugach Shery Rotshtein     | Liza Gilman Tali Rheims            |
| Mixed        | Danilo Dubinsky Dana Danilenko  | Mark Aronchik Ksenia Polikarpova | Gal Hiram Nastya Bantish           |
| Mixed        | Danilo Dubinsky Dana Danilenko  | Mark Aronchik Ksenia Polikarpova | Maxim Grinblat Shery Rotshtein     |